# Трисульфид дигольмия
Трисульфид дигольмия — бинарное неорганическое соединение, 
соль гольмия и сероводородной кислоты с формулой Ho2S3,
желто-оранжевые кристаллы,
не растворяется в воде.

## Получение
- Нагревание чистых веществ в инертной атмосфере или вакууме:

{\displaystyle {\mathsf {2Ho+3S\ {\xrightarrow {500-800^{o}C}}\ Ho_{2}S_{3}}}}
- Действие сероводорода на оксид гольмия(III):

{\displaystyle {\mathsf {Ho_{2}O_{3}+3H_{2}S\ {\xrightarrow {1150-1400^{o}C}}\ Ho_{2}S_{3}+3H_{2}O}}}

## Физические свойства
Трисульфид дигольмия образует желто-оранжевые моноклинные кристаллы, устойчивые в сухом воздухе, а во влажном — медленно гидролизуется.

## Химические свойства
- Окисляется при сильном нагревании на воздухе:

{\displaystyle {\mathsf {Ho_{2}S_{3}+3O_{2}\ {\xrightarrow {T}}\ Ho_{2}O_{2}S+2SO_{2}}}}